# Estudios Mayfair
Mayfair Recording Studios, anteriormente llamado Spot Studios o Ryemuse Studios, fue un estudio de grabación londinense, ubicado en el barrio de Mayfair desde la década de 1960 hasta 1981. Desde esta fecha hasta su cierre en 2008 las instalaciones se ubicaron en Primrose Hill. Muchas conocidos artistas y músicos han grabado en Mayfair Studio: Tina Turner, The Clash, Pink Floyd, Bee Gees, The Smiths y Blur.

## Historia
Durante los primeros años, el estudio fue propiedad de la compañía Ryemuse Ltd y se denominaba Spot Studios. Estaba ubicado en número 64 de South Molton St, en el barrio londinense de Mayfair, del que adoptó el nombre en 1974. En 1977, el ingeniero de sonido John Hudson, se hizo cargo de la dirección de las instalaciones y en 1979, compró la empresa junto a su esposa Kate. En 1980, encontraron un nuevo edificio en Primrose Hill, en el vecino municipio de Camdem donde reubicaron el estudio. Los nuevos estudios fueron diseñados principalmente por Hudson, con aportes de otros diseñadores de estudios como Eddie Veale y Ken Shearer, consultor acústico del Royal Albert Hall. Jim Crockett, de Crockett Associates, calculó y planificó el aislamiento acústico para el estudio uno y la recepción. Inicialmente, el nuevo complejo constaba de solo dos estudios, pero creció hasta seis estudios durante los 30 años que estuvo en activo.
Durante primera semana en su nueva ubicación, en abril de 1980, había cinco grabaciones realizadas por Hudson en las antiguas instalaciones de Mayfair en la lista de éxitos elaborada por la revista musical Music Week. Estos éxitos continuaron durante los más de treinta años de historia de los estudios en Primrose Hill. El negocio se expandió para convertirse en un complejo de 1100 m² que alberga tres salas de estudio y otras tres salas de escritura y producción. Estas salas fueron ocupadas por escritores, productores y artistas como Matt Rowe (Spice Girls), el equipo de redacción y producción de Robbie Williams o el compositor y cantante alemán Herbert Grönemeyer.
Los estudios cerraron en diciembre de 2008 debido a problemas financieros.